# Salima Naji
Pour les articles homonymes, voir Naji.
Salima Naji, née à Rabat le 19 mai 1971, est une architecte et anthropologue marocaine, spécialiste et promotrice des réalisations en terre et autres matériaux marocains et africains traditionnels. Elle reçoit la Grande Médaille d'Or de l'Académie d'architecture française en 2024.

## Biographie
Salima Naji naît à Rabat le 19 mai 1971,. Son père est marocain, sa mère est française. Elle effectue ses études supérieures à l'École nationale supérieure d'architecture de Paris-La Villette et à l'École des hautes études en sciences sociales. Elle soutient une thèse de doctorat en anthropologie, intitulée Les entrepôts de la baraka : du grenier collectif à la zawya : réseaux du sacré et processus de patrimonialisation dans l'Atlas et Maroc présaharien.
En tant qu'architecte, Salima Naji utilise les matériaux premiers comme les briques de terre et les pierres, plutôt que le ciment,, d'abord dans le cadre de restauration de greniers collectifs, puis d'autres types de bâtiments. Elle restaure ainsi des villages fortifiés ou ksours, des mosquées, des greniers collectifs, des synagogues.
Elle conçoit aussi de nouveaux bâtiments culturels qui utilisent les matériaux en pierre comme le centre culturel d'Aït Ouabelli dans la province de Tata et en terre comme le centre des archives de Tiznit, réalisé essentiellement en adobes, des briques d'argile,. Elle privilégie une architecture avec les matériaux disponibles localement à l'exception des éléments en béton ou métalliques imposés par le code de l'urbanisme. En 2023, elle termine la restauration de la casbah d'Agadir. Le projet se compose d'un travail de restauration des murs, de valorisation du patrimoine archéologique et d'une plateforme d'accueil articulée au premier téléphérique urbain du Maroc. Il rencontre un très fort écho international. Il est distingué par le prix européen d'architecture Philippe Rotthier pour le renouveau des techniques vernaculaires en 2024 et par le  Materia Award en 2025. Salima Naji reçoit également en 2024 la Grande Médaille d'or de l'Académie d'architecture française.
Salima Naji appelle « paléo-innovation » son processus d'étude des techniques historiques pour construire des bâtiments contemporains adaptés au réchauffement climatique. Elle défend une architecture terrestre ancrée dans le territoire, avec les ressources locales, contre une architecture hors-sol produite avec des matériaux industriels.
Elle écrit de nombreux ouvrages sur l'architecture marocaine.

## Ouvrages
- Portes du sud marocain, Aix-en-Provence, Edisud, et Casablanca, la Croisée des chemins, 2003.
- Greniers collectifs de l'Atlas : patrimoines du Sud marocain, Aix-en-Provence, Édisud, et Casablanca, Éd. la Croisée des chemins, 2006.
- Art et architectures berbères du Maroc : Atlas et vallées présahariennes, 2e éd., Casablanca, Éd. la Croisée des chemins, 2009.
- Fils de saints contre fils d'esclaves : les pèlerinages de la Zawya d'Imi n'Tatelt, Anti-Atlas et Maroc présaharien, Angers, les Cinq parties du Monde, et Rabat, DTG Société nouvelle, 2011 [présentation en ligne].
- Architectures du bien commun : Pour une éthique de la préservation, Genève, MetisPresse, 2019, 240 pages  (ISBN 978-2940563593) [présentation en ligne].
- Amazighes – Cycles, parures, motifs, Mucem, 2025, 160 pages. (ISBN : 979-10-92708-28-8) Présentation en ligne

## Prix et récompenses
Salima Naji reçoit les récompenses et distinctions suivantes, :
- Prix « Jeunes Architectes » de la Fondation EDF, juin 2004 ;
- Reconnue parmi les « Inspiring women, expanding Horizon » par la Mosaic Foundation à Washington, 2008 ;
- Hommage de la cérémonie du Takrim de l'Ordre des Architectes du royaume, 2010 ;
- Prix Holcim du développement durable, bronze, Afrique et Moyen-Orient, 2011 ;
- Shortlist de l'Aga Khan Award for Architecture « Preservation of Sacred and Collective Oasis Sites », 2011 ;
- Chevalier de l'ordre des Arts et des Lettres, France, 2018 ;
- Shortist de l'Aga Khan Award for Architecture "Issy Valley Improvement", cycle 2020-2022 [17];
- Finaliste de la Royal Academy Dorfman Prize 2024[18],[19]
- Grande Médaille d’Or de l’Académie d'architecture française, 2024[20].
- Prix pour le renouveau des techniques vernaculaires - Citadelle Kasbah Agadir Oufella. Prix européen d’architecture Philippe Rotthier2024[21]
- Mention Honorable du Prix international de l’Institut royal d'architecture du Canada (IRAC) 2025[22]
- Finaliste du Materia Award 2025 pour la plateforme d'accueil de la Kasbah d'Agadir Oufella[23]
- Lauréate du Global Award For Sustainable Architecture 2025[24]

## Sources
- « Pour la pierre, contre le ciment: le combat de l'architecte marocaine Salima Naji », sur la-croix.com, La Croix, 3 novembre 2017 (consulté le 10 mai 2023).

- Marie Verdier, « Architecte du bien commun, Salima Naji », sur la-croix.com, La Croix, 10 mai 2023 (consulté le 10 mai 2023).

- « Naji, Salima (1971-....) », sur canal-u.tv, Canal-U (consulté le 10 mai 2023).

- « Salima Naji, architectures de l'adaptation », sur larchitecturedaujourdhui.fr, L'Architecture d'aujourd'hui (consulté le 10 mai 2023).

- Catherine Durand, « Salima Naji : "L'architecture est une réponse indispensable à l'urgence climatique ou épidémiologique" », Marie Claire (consulté le 10 mai 2023).

- « Le combat de l'architecte marocaine Salima Naji pour la pierre contre le ciment », sur francetvinfo.fr, France Info, 3 novembre 2017 (consulté le 10 mai 2023).
- Retrospective: Salima Naji - The Architectural Review
- Salima Naji, L’architecte au parcours exceptionnel - Femmes du Maroc